# 米尔德尼茨
米尔德尼茨是德国梅克伦堡-前波莫瑞州的一个市镇。总面积30.18平方公里，总人口506人，其中男性277人，女性229人（2011年12月31日），人口密度17人/平方公里。